# Peter Jaffe
James Peter Jaffe (Londres, 22 de novembro de 1913 — Orange, 20 de agosto de 1982) foi um velejador britânico, medalhista olímpico. Ele competiu nos Jogos Olímpicos de Verão de 1932 na classe Star e conquistou a medalha de prata na disputa a bordo do Joy com Colin Ratsey.
Judeu, conquistou a medalha olímpica jovem, aos dezoito anos de idade. Posteriormente emigrou para os Estados Unidos, onde trabalhou na Haskins & Sells em Nova Iorque.